# 馬爾科·多納代爾
馬爾科·多納代爾（義大利語：Marco Donadel，1983年4月21日—），意大利男子足球運動員。司職中場。目前效力於美職聯球隊蒙特利爾衝擊。

## 生平

### 球會
多納代爾曾接受AC米蘭青訓系統的訓練，後先後租借到萊切、帕爾馬、桑普多利亞和費倫天拿。在被外借到費倫天拿不久，便被費倫天拿以低價收購。他在費倫天拿一直是防守主力，迄今上陣了近百場聯賽，取得3個入球，當中有一球是在2007-08賽季對陣森多利亞時距門21米後上大力撞射，球以估計約120-130公里的時速直飛死角入網。

### 國家隊
多納代爾也曾是意大利U21國家隊的成員，也是2004年雅典奧運會上奪得銅牌的意大利男子足球隊的隊員之一。由於其水準一直不獲正面評價，迄今仍未正式代表國家隊上陣。